# 미토모
미토모는 현재는 운영중단한 닌텐도의 소셜 네트워크 서비스 모바일 응용 소프트웨어이었다. iOS 및 안드로이드로 개발된 닌텐도의 첫 번째 스마트폰 전용 앱으로, 2016년 3월 마이 닌텐도 서비스와 함께 iOS로 먼저 출시하고 같은 해 5월 안드로이드로 출시됐다.
트위터와 페이스북 연동을 지원하고 사용자가 친구들과 여러 가지 질문에 답하며 상호작용할 수 있었다. 2018년 5월 9일 출시 후 지속적으로 감소한 이용자 수로 인해 서비스를 종료했다.

## 평가
| 평가 |        |
| --- | ------ |
| 통합 점수 통합사 점수 메타크리틱 72/100 [ 6 ] 평론 점수 평론사 점수 포켓 게이머 [ 7 ] US게이머 4/5 [ 8 ] |        |
| 통합 점수                                                                                                |        |
| 통합사                                                                                                   | 점수   |
| 메타크리틱                                                                                               | 72/100 |
| 평론 점수                                                                                                |        |
| 평론사                                                                                                   | 점수   |
| 포켓 게이머                                                                                              | [ 7 ]  |
| US게이머                                                                                                 | 4/5    |

## 참조

### 내용주
1. ↑  영어: Miitomo, 일본어: ミートモ